# Petra Pfaff

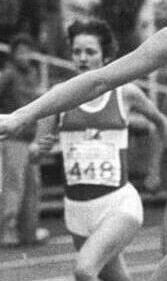
Petra Pfaff im Jahr 1979

Petra Pfaff (* 16. Oktober 1960 in Hoyerswerda) ist eine ehemalige deutsche Leichtathletin, die – für die DDR startend – Anfang der 1980er Jahre zur Weltspitze im 400-Meter-Hürdenlauf gehörte.
Ihr größter Erfolg ist der dritte Platz bei den Weltmeisterschaften 1980 in 55,84 s. Bei den Europameisterschaften 1982 wurde sie Zweite in 54,90 s. Ihre persönliche Bestleistung von 54,64 s bei den Weltmeisterschaften 1983 bedeutete den vierten Platz mit 0,11 Sekunden Rückstand auf Bronze.
1980 gewann sie ihren einzigen DDR-Meistertitel über die Hürden, 1979, 1981, 1983 und 1984 war sie Zweite. Außerdem wurde sie 1980 im 4-mal-400-Meter-Staffellauf DDR-Meisterin. Petra Pfaff startete für den SC Cottbus. In ihrer Wettkampfzeit war sie 1,72 m groß und wog 58 kg. In den nach der Wende öffentlich gewordenen Unterlagen zum Staatsdoping in der DDR fand sich bei den gedopten Sportlerinnen auch der Name von Pfaff.